# 1972년과 1973년 더블린 폭파
더블린 폭파(Dublin bombings)란 1972년 11월 26일에서 1973년 1월 20일 사이에 아일랜드 더블린 시내 중심지에서 일어난 네 차례의 연속적인 폭탄 테러이다.
민간인 3명이 사망하고 185명이 부상을 입었다. 자신들이 범행을 저질렀다고 밝힌 조직은 없으며, 폭파와 관련되어 기소된 사람도 없다. 제1차 폭파는 누구의 범행인지 알려지지 않았으나, 영국 비밀정보부 끄나풀이었던 케네스 리틀존 형제가 유력하게 의심된다. 1차 폭파의 결과 아일랜드 정부는 PIRA에 대한 단속을 강화하게 되었다. 그 이후 벌어진 세 차례의 폭파는 얼스터 왕당주의 준군사조직, 특히 얼스터 의용군(UVF)이 영국 군부나 정보기관의 도움을 받아 저지른 것으로 의심된다. 1993년 UVF는 북아일랜드 분쟁 30년 사상 단일 사건으로는 최악의 인명피해를 낸 1974년의 더블린-모너핸 폭파 사건의 범인이 자신들이라고 인정한 바 있다.